# Odontochelys
Odontochelys semitestacea es la tortuga más antigua que se ha descubierto. Es la única especie del género Odontochelys y de la familia Odontochelyidae. La especie fue descrita a partir de tres especímenes que datan de hace 220 millones de años, hallados en una excavación de un depósito del Triásico en Guizhou, China.

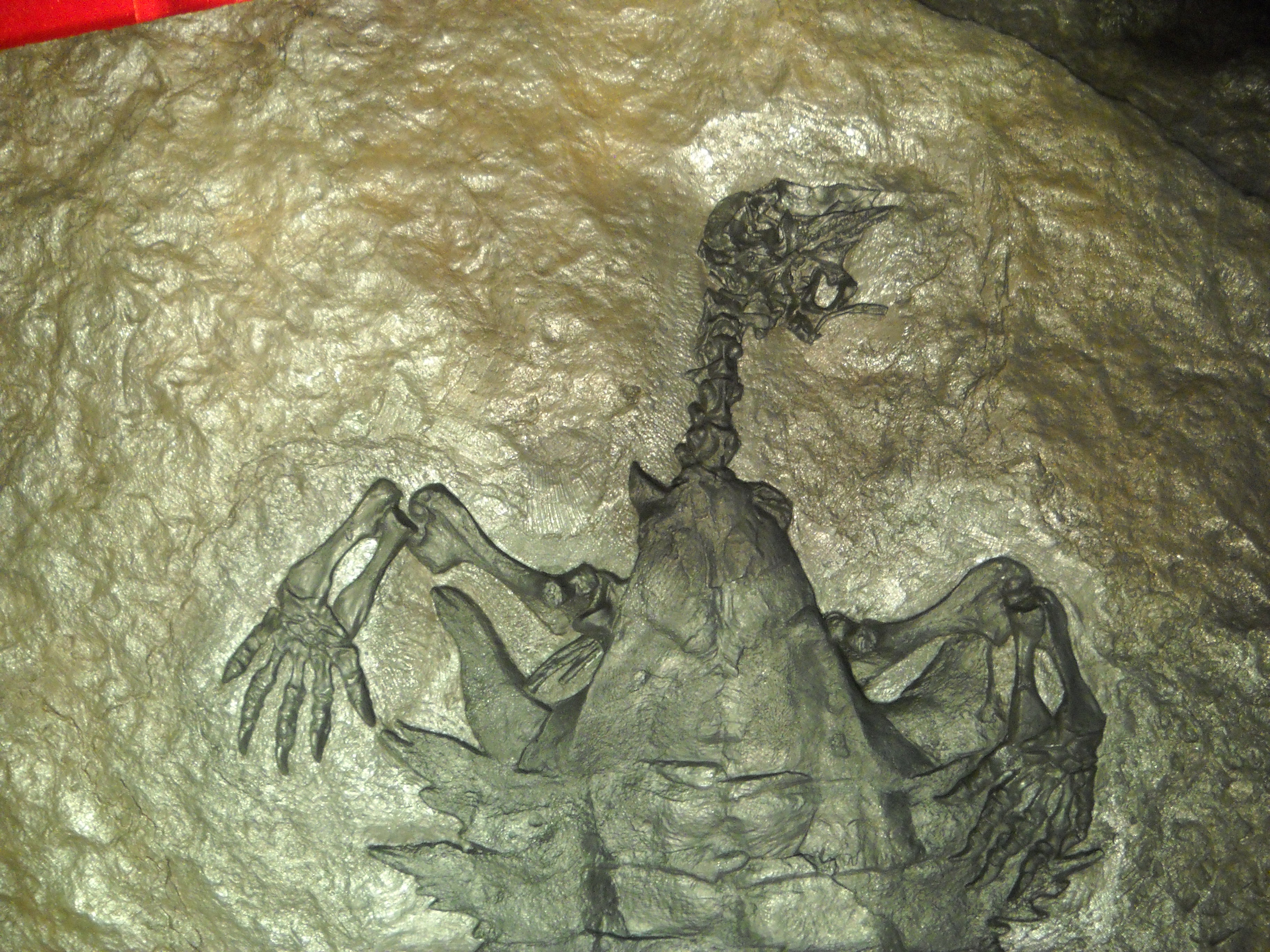
El esqueleto fósil de Odontochelys en vista ventral.

Como una tortuga primitiva, Odontochelys difiere mucho de las tortugas modernas en varios aspectos. Las tortugas modernas poseen un pico córneo sin ningún diente en su boca, mientras que los fósiles de Odontochelys tienen dientes encajados en sus mandíbulas superiores e inferiores. Una de las características más relevantes de las tortugas -modernas y prehistóricas- son sus caparazones dorsales, que forman una armadura sobre el cuerpo del animal; Odontochelys sólo posee la porción inferior de la armadura de tortuga, el plastrón. Todavía no poseía un caparazón sólido como la mayoría de las otras tortugas y en lugar de ello tenía costillas ensanchadas, como las de los embriones de las tortugas modernas en las que aún no ha comenzado a desarrollarse el plato osificado de un caparazón.
Aparte de la presencia de dientes y la ausencia de un caparazón, hay unos pocos rasgos esqueléticos más que distinguen a Odontochelys como basal comparado con las otras tortugas. El punto de articulación entre las costillas dorsales y las vértebras son diferentes en Odontochelys que en las tortugas posteriores. En cuanto a las comparaciones de las proporciones del cráneo, el cráneo de Odontochelys es mucho más alargado pre-orbitalmente (detrás de los ojos) comparado a otras tortugas. La cola de las tortugas prehistóricas era más larga en proporción a su cuerpo. Además, los apófisis transversas que se encuentran en la cola no están fusionados como en las tortugas más recientes. Por otra parte, las escápulas de los especímenes que se identificaron carecían del proceso acromion. Estas diferencias anatómicas tomadas en conjunto, han sido interpretadas por sus descubridores como indicaciones de que Odontochelys tiene algunos de los rasgos más primitivos vistos alguna vez en tortuga alguna y de fósil transicional.
Es probable que Odontochelys fuera acuática, ya que los especímenes fósiles fueron encontrados en abundantes depósitos marinos con conodontas y ammonites. Se ha hipotetizado que las tortugas primitivas frecuentaban aguas marinas bajas cercanas a la costa.
El nombre de la especie, Odontochelys semitestacea significa literalmente "tortuga con dientes con medio caparazón" – una conveniente descripción de sus características físicas más llamativas.